# Alaa Abchrafe
Alaa Abchrafe (ar. علاء أبشرافي;ur. 14 marca 2005) – syryjski zapaśnik walczący w stylu wolnym.
Brązowy medalista igrzysk panarabskich w 2023 roku.